# Guan Jianzhong
Guan Jianzhong (* zwischen 21. Januar 1966 und 8. Februar 1967 in Shanxi) ist ein chinesischer Geschäftsmann. Er ist Vorstandsvorsitzender und Besitzer der Ratingagentur Dagong Global Credit.
Er ist seit seiner frühen Jugend Mitglied der Kommunistischen Partei.
Guan Jianzhong arbeitete erst für die Regierung und später in der Privatwirtschaft.
1994 gründete Guan Jianzhong Dagong Global Credit.